# Dominante EBD
Die Dominante EBD (DDEB) oder Generalisierte dominante EBD (DDEB-gen) ist eine sehr seltene Form der Epidermolysis bullosa dystrophica (EBD) mit den Hauptmerkmalen generalisierte Blasenbildung, Milien, atrophe Narben und Dystrophie der Nägel.
Synonyme sind: Epidermolysis bullosa dystrophica albopapuloidea; EB dystrophica albopapuloidea Pasini; EB hereditaria dystrophica Pasini; Epidermolysis bullosa, dystrophe, autosomal-dominante, Typ Pasini; lateinisch Dystrophia cutis spinalis congenita
Die frühere Unterteilung in
- Epidermolysis bullosa, dystrophe, autosomal-dominante, Typ Pasini
- Epidermolysis bullosa, dystrophe, autosomal-dominante, Typ Cockayne-Touraine

Ist nicht mehr gebräuchlich.
Die Namensbezeichnungen beziehen sich auf den Autor der Erstbeschreibung aus dem Jahre 1928 durch den Italienischen Dermatologen Agostino Pasini. sowie Berichte aus dem Jahre 1933 durch den englischen Arzt Edward Alfred Cockayne und aus dem Jahre 1942 durch den französischen Dermatologen Albert Touraine.

## Verbreitung
Die Vererbung erfolgt autosomal-dominant, die Häufigkeit dieser häufigsten Form der autosomal-dominanten EBD ist nicht bekannt.

## Ursache
Der Erkrankung liegen Mutationen im COL7A1-Gen auf Chromosom 3 Genort p21.31 zugrunde, welches für das Typ VII Kollagen kodiert.

## Klinische Erscheinungen
Klinische Kriterien sind:
- Manifestation bei Geburt mit Blasenbildung an den Extremitäten
- Abheilung mit Narbenbildung
- Immer Nageldystrophie, eventuell mit Nagelverlust
- elfenbein-farbene Papeln und Plaques (albopapuloide Läsionen) meist am Rumpf
- Eventuell Aplasia cutis congenita an den Unterschenkeln
- Seltener Blasen in der Schleimhaut

## Diagnose
Die Diagnose ergibt sich aus der Klinischen Untersuchung, wird durch Immunfluoreszenz-Antigen-Mapping und/oder Transmissionselektronenmikroskopie gesichert.
Pränatal ist ein Nachweis durch Humangenetische Untersuchung möglich.

## Differentialdiagnose
Abzugrenzen sind andere Formen der Epidermolysis bullosa-Gruppe, ferner
- Aplasia cutis congenita
- Herpes-simplex-Infektion
- Bullöses Pemphigoid
- Impetigo contagiosa
- Incontinentia pigmenti

## Therapie
Die Behandlung erfolgt symptomatisch.